# Kingsoft
Kingsoft (金山软件S, jīnshān ruǎnjiànP, lett. "Software della montagna d'oro") è una compagnia cinese specializzata nella creazione di software per internet e i sistemi Windows. L'azienda ha sedi di ricerca e sviluppo a Pechino, Chengdu, Dalian, e Zhuhai, e possiede la Cheetah Mobile, sussidiaria dedicata al mondo del web mobile e tra le principali sviluppatrici di utility e applicazioni al mondo. Kingsoft è attiva nella sicurezza informatica e sullo sviluppo di software basati su internet come Kingsoft KuaiPan, un'applicazione di cloud storage gratuito multipiattaforma. Oltretutto, la compagnia ha realizzato l'applicativo WPS Office per Microsoft Windows, Android, iOS e Linux.

## Storia
Kingsoft venne fondata nel 1988 dalla JinShan Company di Hong Kong, una società che produceva PC per la IBM creata nel 1973. Alla fine degli anni ottanta e gli inizi degli anni novanta, la Kingsoft sviluppò programmi di videoscrittura e altri applicativi per ufficio come ad esempio WPS (Word Processing System) 1.0, lanciato nel 1989. Oggi, la versione più recente, chiamata WPS Office 2016 è una suite office freeware che include WPS Writer, WPS Presentation e WPS Spreadsheets. Kingsoft ha stabilito delle collaborazioni con Dell, Intel e IBM.

## Cronistoria
- 1988: Pak Kwan Kau (求伯君)[5] si unisce a JinShan, partecipa allo sviluppo di WPS e fonda il subdipartimento di JinShan a Shenzhen, quando JinShan aveva iniziato ad avvicinarsi nell'area dello sviluppo di software
- 1989: JinShan rilascia WPS 1.0
- 1993: Pak Kwan Kau fonda la Kingsoft a Zhuhai con il supporto finanziario di Zhang XuanLong
- 1994: Viene fondato il dipartimento di Beijing
- 1996: Viene fondato lo studio SEASUN che pubblicherà il primo videogioco commerciale cinese, ZhongGuanCun Revelations.
- 1997: Viene rilasciato il primo RPG cinese (Jian Xia Qing Yuan). Viene pubblicato PowerWord e WPS 97 per Windows 95[6]
- 1998: Lenovo diventa azionista di Kingsoft e quest'ultima subisce una riorganizzazione
- 2000: Kingsoft investe e realizza Amazon.com China. Kingsoft rilascia Kingsoft Antivirus
- 2003: viene fondata la Beijing Kingsoft Entertainment Company
- 2007: Kingsoft viene quotata alla borsa di Hong Kong
- 2008: Vengono pubblicati WPS 2009, Kingsoft Antivirus 2009, e PowerWord 2009
- 2009: Viene fondata la Beijing Kingsoft Security Company
- 2010: Kingsoft Antivirus diventa un freeware
- 2011: Il fondatore Pak Kwan Kau si dimette e Jun Lei viene proposto come nuovo CEO.
- 2011: Tencent acquista il 15,68% delle azioni Kingsoft per un valore di 892 milioni di dollari HKD . Hongjiang Zhang diventa il CEO di Kingsoft
- 2014: Viene annunciata Cheetah Mobile[7]
- 2014: A ottobre, Kingsoft e Cheetah Mobile annunciano il loro ingresso ad un accordo sull'operazione congiunta. Secondo questo contratto, Kingsoft fornirà contenuti videoludici e aggiornamenti importanti mentre la Cheetah Mobile sarà responsabile della promozione e distribuzione di tali giochi[8]
- 2015: La compagnia annuncia la sua partnership con Dropbox[9]

## Prodotti
- WPS Office (precedentemente noto come Kingsoft Office) è una suite per ufficio di applicazioni desktop per la videoscrittura, il foglio elettronico e le presentazioni
- WPS Office for Android (freeware) permette gli utenti di modificare, leggere e salvare documenti sui dispositivi Android. Permette anche l'accesso a Google Drive, Dropbox, Box.net e altri siti di cloud storage che seguono il protocollo WebDAV[10]
- Kingsoft Internet Security 9 Plus è un programma anti-virus e di sicurezza realizzato per gli internauti. Include un anti-virus, anti-malware, uno scanner ed un firewall personale. Trova e sistema i rootkit e le infezioni da spyware, trojan, virus e malware
- Kingsoft PC Doctor è un programma di ottimizzazione freeware per sistemi Windows che offre uno strumento per la pulizia del registro di sistema, la disinstallazione di software e l'aumento delle prestazioni
- Kingsoft KuaiPan è un programma per il cloud storage compatibile con Windows, OS X, Android e piattaforme iOS.